# Výrov (okres Plzeň-sever)
Výrov (německy Wegrow) je obec v okrese Plzeň-sever v Plzeňském kraji. Leží 2,5 kilometru jihozápadně od Kralovic. Žije zde 466 obyvatel. Katastrální území obce je 951,28 hektaru. Vsí protéká Bučecký potok.

## Historie
Výrov byl založen na počátku 14. století na pozemcích grangie plaského kláštera na místě zrušené vsi či dvora Dolní Sechutice. Roku 1307 je poprvé připomínán, když klášter vykázal kralovickému faráři vůz sena ročně ze sechutického dvora jako náhradu za louku pod Výrovem.
Na počátku husitských válek v roce 1420 získali Výrov spolu s dalšími vesnicemi a městečkem Kralovicemi od krále Zikmunda katoličtí páni bratři Hanuš a Bedřich z Kolovrat na Libštejně a Krašově.
V roce 1460 získal Sechutice s poli a lesy do zástavy Slavibor Pracek ze Svinné. Ten v roce 1498 uzavřel smlouvu s Albrecht z Kolovrat na Libštejně, podle které Albrecht získal pro stavbu rybníka louku pod Výrovem patřící k sechutickému dvoru. Albrecht měl za louku ročně platit Prackovi, po jeho smrti pak klášteru. Klášter měl také rybník získat, vyplatil-li by ves Výrov. Slavibor Pracek zemřel roku 1510, pusté Sechutice se vrátily do majetku kláštera a ten pozemky pronajímal chalupníkům z Výrova.
V roce 1539 získal Florián Gryspek Kaceřov a okolní vesnicemi a požádal krále Ferdinanda I. o připsání pustých sechutických pozemků. Král bez jednání s klášterem žádosti vyhověl a Gryspek kromě sechutických pozemků zabavil i louky pod Výrovem, zvané Prackovské. Tehdejší plaský opat Bohuslav se o změně nedozvěděl a marně se dožadoval 50 kop od výrovských a jejich pána Gryspeka, až si roku 1554 stěžoval u krále, ale neúspěšně.
Roku 1594 si rytíř Ctibor Řepický ze Sudoměře koupil od Gryspeků dva dvory a další majetek ve Výrově. Dalším šlechtickým majitelem byl Kryštof Valrich z Bubna. Tito drobní šlechtici sídlili v prostých vesnických statcích. Po porážce stavovského povstání získal Kaceřov i okolní vsi včetně Výrova opět plaský klášter.

## Obyvatelstvo
| Rok            | 1869 | 1880 | 1890 | 1900 | 1910 | 1921 | 1930 | 1950 | 1961 | 1970 | 1980 | 1991 | 2001 | 2011 | 2021 |
| -------------- | ---- | ---- | ---- | ---- | ---- | ---- | ---- | ---- | ---- | ---- | ---- | ---- | ---- | ---- | ---- |
| Počet obyvatel | 573  | 567  | 476  | 502  | 569  | 564  | 602  | 443  | 410  | 378  | 374  | 432  | 440  | 451  | 434  |
| Počet domů     | 72   | 79   | 83   | 84   | 88   | 91   | 112  | 116  | 112  | 110  | 108  | 131  | 141  | 138  | 157  |

## Obecní správa
Mezi lety 1850–1980 byl Výrov obcí v okrese Kralovice (1869–1930), posléze v okrese Plasy (1950) a později v okrese Plzeň-sever. Od 1. července 1980 do 23. listopadu 1990 patřil jako část města ke Kralovicím a od 24. listopadu 1990 je opět samostatnou obcí.

### Části obce
- Hadačka
- Výrov

## Pamětihodnosti
- Kaple svatého Vojtěcha

## Okolí
Výrov je dnes srostlý s větší Hadačkou, na území obce se také nachází hospodářský dvůr Sechutice. Na severovýchodě sousedí s Kralovicemi a na jihu s Kopidlem.

## Galerie

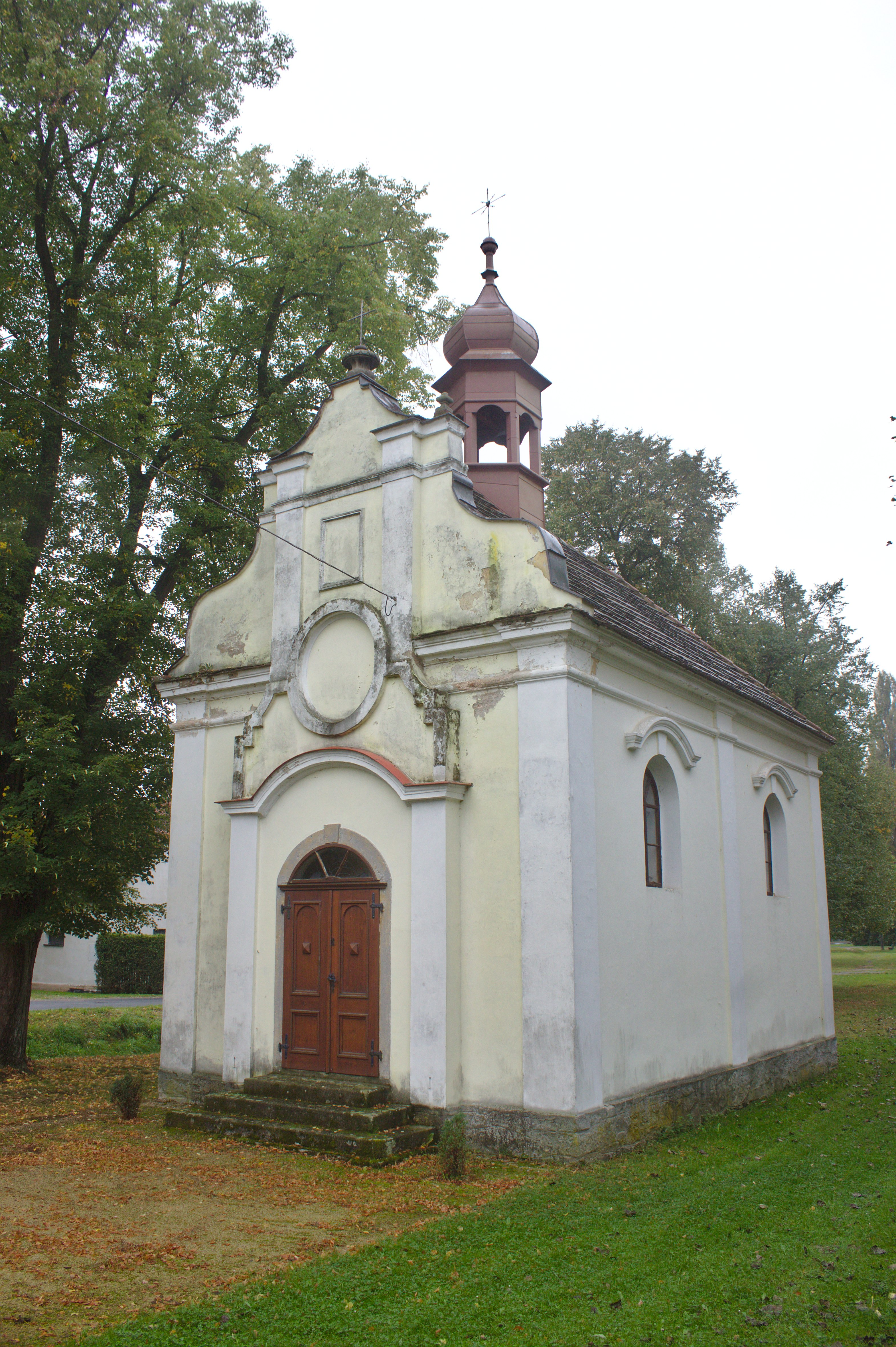
Kaple svatého Vojtěcha
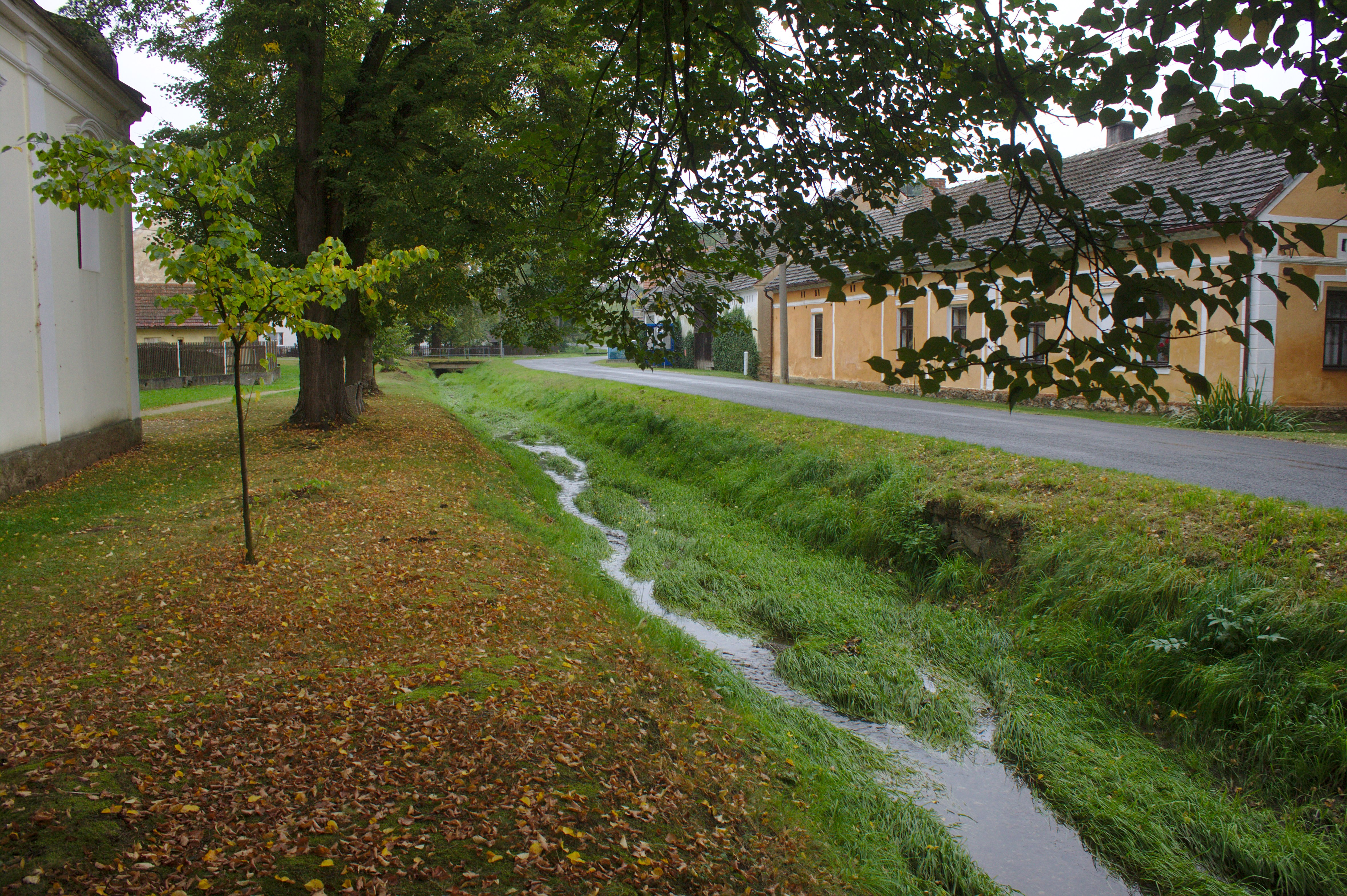
Bučecký potok